# Maurice Didden
Maurice Didden, né le 7 janvier 1941 à Molenstede est un homme politique belge flamand, membre du CD&V.
Il est licencié en psychologie appliquée. Il fut directeur d'un centre PMS.
Officier de l'ordre de Léopold.

## Fonctions politiques
- Ancien député permanent de la province du Limbourg.
- Ancien conseiller provincial (Limbourg).
- Sénateur du 13 octobre 1985 au 21 mai 1995.
- Député fédéral du 28 juin 1995 au 5 mai 1999, en remplacement de Karel Pinxten, ministre
  - Membre du Conseil interparlementaire consultatif de Benelux.